# Eliano (prefetto del pretorio)
Eliano (latino: Aelianus; fl. 480-484) è stato un Prefetto del pretorio d'Oriente.
Servì prima l'imperatore Zenone, nel 480, come prefetto del pretorio d'Oriente. Poi, quando nel 484 Illo e Leonzio si ribellarono a Zenone, Eliano si unì a loro ad Antiochia e fu nominato nuovamente prefetto del pretorio d'Oriente.
È possibile che sia stato sepolto ad Adana in Cilicia.